# 美馬怜子
美馬 怜子（みま りょうこ、1984年5月27日 - ）は、日本のモデル、タレント。神奈川県出身。清泉女学院中学校・高等学校を経て、フェリス女学院大学文学部英文科を卒業。株式会社ミューン所属。かつてはセント・フォース、スカイコーポレーションに所属していた。

## 来歴・人物
- 雑誌「MAQUIA」で専属モデル「マキアビューティズ」の一人として活躍。
- 2010年春より4年間、「早ズバッ!ナマたまご」および「朝ズバッ!」（いずれもTBSテレビ）のお天気キャスターを務める[1]。
- 2010年9月1日の「朝ズバッ!」番組内の企画『韓国スター キム・テヒ 美しさの秘密は!』では、TBSで当時放送されていた韓国ドラマ「IRIS -アイリス-」に出演のキム・テヒに朝鮮語で直接インタビューを行い、キム・テヒから「朝鮮語とてもお上手ですね」と褒められるほどであった。大の韓流ファンだったことから、フェリス女学院大学文学部で第二外国語は韓国語を選択したため。
- 競馬への造詣も深く、お天気キャスター界およびモデル界きっての競馬通である。出演する番組「早ズバッ!ナマたまご」でスポーツ紙の競馬の話題を取り上げる際には専門知識を用いて熱く解説し、お天気キャスターならではの、当日の天気予報に沿った馬場の状態をも考慮した独自のレース予想を発表するほどである。こうして2011年の第78回東京優駿（日本ダービー）の優勝をオルフェーヴルと予想し[2]、的中させている。
- 2016年3月31日までに、一部担当番組を降板した上2010年より所属していたセント・フォースとの契約を解除。その後、スカイコーポレーションへ移籍[3]。2019年株式会社ミューンへ移籍。
- 実父は大分オアシスタワーホテルを経営する株式会社エフ・ティー・シーホテル開発の代表取締役社長の美馬幸成。
- 2019年3月15日、7歳年下の一般男性と結婚したことを発表[4]。あわせて、妊娠中であり、翌4月に出産予定であることも報告した[4]。4月22日、第1子男児出産を報告[5]。
- 2022年からマレーシアに移住。2024年に日本へ拠点を戻した[6]。

## 主な活動

### 雑誌
- MAQUIA（2006年 - 、集英社） - マキアビューティズ
- いちご新聞（2007年 - 、サンリオ）

### テレビ
- くりぃむナントカ（テレビ朝日）-「韓国の有名女優リー・フェス」役のほか、番宣や反省会で数度出演
- 行列のできる法律相談所（日本テレビ）- 2006年10月15日放送の橋下徹弁護士の青年時代の再現ドラマに秘書役で出演
- 横浜Bookmark TV（2008年、tvk）
- LEADER'S HOW TO BOOK ジョーシマサイト（2008年4月7日 - 2009年9月28日、テレビ朝日）
- みのもんたの朝ズバッ!→朝ズバッ!（2010年3月29日 - 2014年3月28日、TBS）- お天気キャスター
- 早ズバッ!ナマたまご（2010年4月7日 - 2014年3月28日、TBS）- お天気キャスター
- オールスター感謝祭 超豪華!クイズ決定版（2010年4月3日 - 2013年9月28日、TBS）
  - 2010春　149位 12問 1:09.45
  - 2010秋　78位 19問 1:21.26
  - 2011春　43位 25問 1:42.45
  - 2011秋　97位 15問 1:20.24
  - 2012春　101位 10問 0:56.43
  - 2012秋　140位 18問 1:34.02
- 競馬場の達人（2012年3月4日、グリーンチャンネル）
- 草野仁のスタジオGate J.（グリーンチャンネル）
- 美馬怜子の競馬場 天気予報（2013年1月11日 - 、グリーンチャンネル）
- TAKE FIVE〜俺たちは愛を盗めるか〜 第4話（2013年5月10日、TBS）- 小野田美香 役
- うまンchu（2013年8月10日、関西テレビ）
- 競馬BEAT（関西テレビ） - 準レギュラーゲスト
- 青山アンテナ246（2014年8月1日 - 、TOKYO MX）
- チャンネル生回転TV Allザップ!・日替わりセントフォースお天気&スカパー!予報（2014年10月10日 - 2015年3月、BSスカパー!）
- うまズキッ!（2014年11月15日、フジテレビ）
- 拡散希望!セントフォース!（2015年3月30日 - 2016年3月、BSスカパー!）
- 有吉反省会（2016年7月9日、日本テレビ）
- 第6期将棋ウォーズ棋神戦 in テレ朝夏祭り（2018年8月10日、テレ朝チャンネル）進行[7]

### ラジオ
- スポーツ伝説（2013年4月1日 - 2016年2月15日、ニッポン放送）ナビゲーター

### CM
- 三和ファイナンス
- サントリー酒類・ザ・プレミアム・モルツ（矢沢永吉と共演。「お疲れ様でした」と挨拶するニュースキャスター役）
- 貝印・KAI RAZOR男性用かみそり（同事務所所属の杉崎美香らと共演。「女子アナと男性青年の合コン」）

### スチール
- カシオ計算機・電子辞書「エクスワード」（2007年）

### 写真集
- Weathery（2011年9月22日、ワニブックス、撮影：根本好伸）ISBN 978-4847043932[8]
- After the rain（2014年11月27日、小学館、撮影：飯塚昌太）ISBN 978-4096820995[9]
- I Think I Love You 〜我想我愛你〜（2018年3月6日、光文社、撮影：飯塚昌太）ISBN 978-4334902285[10]

### イメージビデオ
- みまもって…（2018年6月20日、イーネット・フロンティア）※Blu-ray版同時発売